# (12325) Bogota
(12325) Bogota est un astéroïde de la ceinture principale.

## Description
(12325) Bogota est un astéroïde de la ceinture principale. Il fut découvert le 2 septembre 1992 à La Silla par Eric Walter Elst. Il présente une orbite caractérisée par un demi-grand axe de 2,24 UA, une excentricité de 0,08 et une inclinaison de 4,8° par rapport à l'écliptique.

## Compléments